# Charlie Dore
Charlie Dore (* 1956 in Pinner, Middlesex, England) ist eine englische Sängerin und Songschreiberin. In den 1980er Jahren versuchte sie sich auch als Schauspielerin.

## Biografie
Während des Besuchs der Royal-Shakespeare-Company-Schauspielschule lernte Charlie Dore Julian Littman kennen. Die beiden Musiker traten gemeinsam als Folk-Duo auf. Dore bekam parallel dazu einige Theater-Engagements. Sie sang in der TV-Serie Rainbow einige Songs, die sie selbst geschrieben hatte.
1976 begann ein neuer Abschnitt in Dores Karriere, als sie die Bluesband „Hula Valley“ formierte. Bereits 1977 folgte die Gründung der Country-Band „Charlie Dore's Prairie Oyster“, die sich 1978 in „Charlie Dore's Back Pocket“ umbenannte. Ein Gründungsmitglied war der spätere Dire-Straits-Schlagzeuger Pick Withers.
Der Schritt zur Solokünstlerin folgte 1979 mit einem Plattenvertrag bei Island Records und der Veröffentlichung des Debütalbums Where to Now. Die Single-Auskopplung Pilot of the Airwaves erreichte die Top 20 der Billboard Hot 100, war aber auch in anderen Ländern in den Charts vertreten, z. B. in Neuseeland auf Position 12. Das Record World Magazine wählte Charlie Dore zur „besten neuen Sängerin“.
Ihr zweites Album Listen erschien 1981, gefolgt von einer Tournee durch Australien und Japan. Dore repräsentierte ihr Heimatland beim Tokyo Song Festival, kehrte dann aber zur Schauspielerei zurück und bekam eine Rolle neben Tim Curry und Frank Finlay in dem Film The Ploughman's Lunch. Sie war darüber hinaus auch in Fernsehshows und Theaterinszenierungen zu sehen. Ende der 1980er Jahre war Dore Mitglied der Comedy-Gruppe Dogs on Holiday.
Das dritte Charlie-Dore-Album Things Change erschien erst 1995. Ein italienisches Produzenten-Team remixte den Titel Time Goes By und machte ihn so zu einem Dance-Hit in Europa. Daraufhin lieh Dore ihre Stimme weiteren elektronischen Songproduktionen. Als Songwriterin schrieb sie unter anderem Songs für Tina Turner, Céline Dion, Barry Manilow oder Barbara Dickson. Die größten Erfolge mit einer Dore-Komposition feierten allerdings Sheena Easton im Jahre 1984 mit dem US-amerikanischen Top-10-Hit Strut sowie Jimmy Nail mit Ain't No Doubt, 1992 sogar Spitzenreiter in Großbritannien.

## Diskografie

### Alben
- 1979: Where to Now (Virgin Records)
- 1981: Listen! (Chrysalis Records)
- 1995: Things Change (Black Ink Music)
- 2004: Sleep All Day and Other Stories (Black Ink Music)
- 2006: Cuckoo Hill (Black Ink Music)
- 2009: The Hula Valley Songbook (Black Ink Music)

### Singles
- 1979: Pilot of the Airwaves
- 1996: Time Goes By
- 1997: My Turn
- 2006: Looking for My Own Lone Ranger
- 2009: I'm Cleaning Out My House